# Sci alpino ai XV Giochi olimpici invernali - Discesa libera femminile
Tra le competizioni dello sci alpino ai XV Giochi olimpici invernali di Calgary 1988 la discesa libera femminile si disputò venerdì 19 febbraio sulla pista Ladies' Olympic Downhill di Nakiska; la tedesca occidentale Marina Kiehl vinse la medaglia d'oro, la svizzera Brigitte Oertli quella d'argento e la canadese Karen Percy quella di bronzo. La gara era originariamente in programma il 18 febbraio; fu rinviata a causa delle avverse condizioni meteorologiche.
Detentrice uscente del titolo era la svizzera Michela Figini, che aveva vinto la gara dei XIV Giochi olimpici invernali di Sarajevo 1984 disputata sul tracciato di Jahorina precedendo la connazionale Maria Walliser (medaglia d'argento) e la cecoslovacca Olga Charvátová (medaglia di bronzo); la campionessa mondiale in carica era la Walliser, vincitrice a Crans-Montana 1987 davanti alla Figini e alla tedesca occidentale Regine Mösenlechner.

## Risultati
| Pos. | Pett. | Atleta              | Nazione          | Tempo   | Distacco |
| ---- | ----- | ------------------- | ---------------- | ------- | -------- |
| 1    | 8     | Marina Kiehl        | Germania Ovest   | 1:25,86 |          |
| 2    | 12    | Brigitte Oertli     | Svizzera         | 1:26,61 | +0,75    |
| 3    | 6     | Karen Percy         | Canada           | 1:26,62 | +0,76    |
| 4    | 4     | Maria Walliser      | Svizzera         | 1:26,89 | +1,03    |
| 5    | 15    | Laurie Graham       | Canada           | 1:26,99 | +1,13    |
| 6    | 5     | Petra Kronberger    | Austria          | 1:27,03 | +1,17    |
| 7    | 10    | Regine Mösenlechner | Germania Ovest   | 1:27,16 | +1,30    |
| 8    | 14    | Elisabeth Kirchler  | Austria          | 1:27,19 | +1,33    |
| 9    | 9     | Michela Figini      | Svizzera         | 1:27,26 | +1,40    |
| 10   | 24    | Lucia Medzihradská  | Cecoslovacchia   | 1:27,28 | +1,42    |
| 11   | 3     | Chantal Bournissen  | Svizzera         | 1:27,46 | +1,60    |
| 12   | 20    | Carole Merle        | Francia          | 1:27,53 | +1,67    |
| 13   | 1     | Michaela Gerg       | Germania Ovest   | 1:27,83 | +1,97    |
| 14   | 25    | Emi Kawabata        | Giappone         | 1:27,85 | +1,99    |
| 15   | 13    | Kerrin Lee-Gartner  | Canada           | 1:28,07 | +2,21    |
| 16   | 11    | Golnur Postnikova   | Unione Sovietica | 1:28,23 | +2,37    |
| 17   | 21    | Claudine Emonet     | Francia          | 1:28,36 | +2,50    |
| 18   | 19    | Edith Thys          | Stati Uniti      | 1:28,53 | +2,67    |
| 19   | 27    | Michaela Marzola    | Italia           | 1:28,69 | +2,83    |
| 20   | 26    | Kristin Krone       | Stati Uniti      | 1:29,13 | +3,27    |
| 21   | 23    | Christina Meier     | Germania Ovest   | 1:29,30 | +3,44    |
| 22   | 28    | Wendy Lumby         | Regno Unito      | 1:29,76 | +3,90    |
| 23   | 30    | Sachiko Yamamoto    | Giappone         | 1:30,15 | +4,29    |
| 24   | 22    | Ľudmila Milanová    | Cecoslovacchia   | 1:30,42 | +4,56    |
| 25   | 29    | Clare Booth         | Regno Unito      | 1:32,50 | +6,64    |
| 26   | 32    | Jolanda Kindle      | Liechtenstein    | 1:32,88 | +7,02    |
| 27   | 36    | Carolina Eiras      | Argentina        | 1:37,27 | +11,51   |
| 28   | 34    | Astrid Steverlynck  | Argentina        | 1:41,64 | +15,78   |
|      | 2     | Sigrid Wolf         | Austria          | DNF     | DNF      |
|      | 7     | Kellie Casey        | Canada           | DNF     | DNF      |
|      | 17    | Anita Wachter       | Austria          | DNF     | DNF      |
|      | 18    | Hilary Lindh        | Stati Uniti      | DNF     | DNF      |
|      | 33    | Jacqueline Vogt     | Liechtenstein    | DNF     | DNF      |
|      | 35    | Mihaela Fera        | Romania          | DNF     | DNF      |
|      | 37    | Mariela Vallecillo  | Argentina        | DNF     | DNF      |
|      | 16    | Catherine Quittet   | Francia          | DNS     | DNS      |
|      | 31    | Ingrid Grant        | Regno Unito      | DNS     | DNS      |

Legenda:

DNF = prova non completata

DNS = non partita

Pos. = posizione

Pett. = pettorale
Ore: 10.00 (UTC-7)

Pista: Ladies' Olympic Downhill

Partenza: 2 179 m s.l.m.

Arrivo: 1 532 m s.l.m.

Lunghezza: 2 238 m

Dislivello: 647 m

Porte: 37

Tracciatore: Heinz Murmann (Svizzera)